# Pleurocodonellina signata
Pleurocodonellina signata är en mossdjursart som först beskrevs av Campbell Easter Waters 1889.  Pleurocodonellina signata ingår i släktet Pleurocodonellina och familjen Smittinidae.
Artens utbredningsområde är Mexikanska golfen. Inga underarter finns listade i Catalogue of Life.